# Claire Simiona
Claire Simiona (2 de diciembre de 1967) es una deportista neozelandesa que compitió en judo. Ganó una medalla de plata en el Campeonato de Oceanía de Judo de 1983, en la categoría de –52 kg.

## Palmarés internacional
| Campeonato de Oceanía | Campeonato de Oceanía | Campeonato de Oceanía | Campeonato de Oceanía |
| Año                   | Lugar                 | Medalla               | Categoría             |
| --------------------- | --------------------- | --------------------- | --------------------- |
| 1983                  | Numea (Francia)       | Medalla de plata      | –52 kg                |